# 新宿区立西新宿小学校
新宿区立西新宿小学校（しんじゅくくりつにししんじゅくしょうがっこう）は、東京都新宿区西新宿四丁目にある公立小学校。

## 概要
1997年の新宿区の学校適正配置によって統合してできた学校の一つで、前身は共に新宿区立の淀橋第六小学校と淀橋第三小学校の二校。統合後は旧淀橋第六小学校の校舎を使用しているが、必要な耐震補強等を行うため、旧淀橋第三小学校の校舎を2年間利用。その後、現在の校舎に移る。淀橋第六小学校時の校庭、体育館に加えて旧淀橋第二中学校の校庭、体育館を利用することができるため、4クラスが同時に体育を行うことも可能。同中学校の校舎は現在知的障害を持つ人などに開放されることがある。

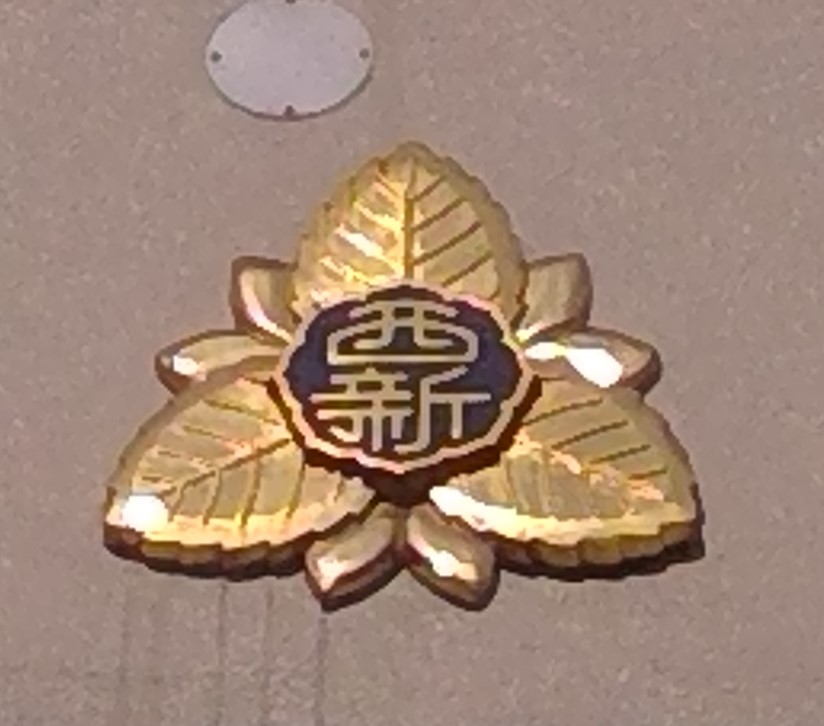
西新宿小学校の校章

## 場所
場所は東に新宿中央公園や東京都庁をはじめとする新宿高層ビル群を望むことができるが、南側に東京オペラシティや新宿パークタワーを望むことができるため、広く言えば新宿高層ビルの西側に存在すると言ってもあながち間違いにはあたらない。

## 沿革
- 1997年
  - 4月1日 - 開校。
  - 11月29日 - 校歌発表（作詞：峯陽、作曲：小林秀雄）。
    - 2番は各学年ごとに決められたパートを歌うという新しい形の校歌になっている。
    - 校歌が発表される前はベートーベンの「喜びの歌」を使っていた。
    - その年の音楽会では峯陽の作詞した「パンのマーチ」が歌われた。
- 1999年
  - 3月31日 - 現在の校舎へ移転。
  - 8月 - 理科室から塩酸が盗まれる事件が発生。
- 2000年1月2日 - 理科準備室が放火され、一時理科室が使用不可になる。

小学校の児童数と教員数
| 年度     | 児童総数 | 1年生 | 2年生 | 3年生 | 4年生 | 5年生 | 6年生 | 教員数 | 職員数 |
| -------- | -------- | ----- | ----- | ----- | ----- | ----- | ----- | ------ | ------ |
| 平成25年 | 205人    | 35人  | 44人  | 37人  | 24人  | 27人  | 38人  | 13人   | 5人    |
| 平成26年 | 199人    | 42人  | 30人  | 40人  | 35人  | 24人  | 28人  | 14人   | 5人    |
| 平成27年 | 211人    | 47人  | 37人  | 30人  | 37人  | 35人  | 25人  | 16人   | 4人    |
| 平成28年 | 228人    | 42人  | 48人  | 36人  | 31人  | 37人  | 34人  | 15人   |        |
| 平成29年 | 250人    | 53人  | 41人  | 51人  | 37人  | 33人  | 35人  | 17人   | 5人    |
| 平成30年 | 283人    | 55人  | 55人  | 44人  | 57人  | 39人  | 33人  | 19人   | 4人    |
| 令和元年 | 303人    | 60人  | 54人  | 55人  | 40人  | 56人  | 38人  | 18人   | 4人    |
| 令和2年  | 325人    | 61人  | 60人  | 52人  | 54人  | 44人  | 54人  | 19人   | 4人    |
| 令和3年  | 333人    | 70人  | 56人  | 60人  | 50人  | 54人  | 43人  | 21人   | 2人    |
| 令和4年  | 344人    | 62人  | 65人  | 53人  | 58人  | 52人  | 54人  | 21人   | 1人    |
| 令和5年  | 332人    | 58人  | 60人  | 64人  | 50人  | 53人  | 47人  | 20人   | 2人    |

## 交通
- 都営大江戸線
  - 都庁前駅下車7分
  - 西新宿五丁目駅下車7分
- 京王線初台駅下車5分
- JR新宿駅下車徒歩15分
- 京王バス（新宿西口→中野駅・車庫行き）西新宿小学校バス停下車1分

## 著名な出身者
- せがわきり - 淀六小卒

## その他
- アニメデジモンテイマーズの「淀橋小学校」のモデルになった学校でもある（淀橋第六小学校時の校舎が描かれている）[2]。かつて「淀橋」を冠する小学校は第一～第七（ただし第五は国民学校時代に廃校）まで存在したが、「淀橋小学校」は実在していない。現在は統廃合の結果新宿区立淀橋第四小学校のみとなっている。
- 公式ＨＰのトップに掲載されている絵は画家の絹谷幸二が描いている。同校教職員だった者が東日本大震災で被災し、遺族から寄贈された。[3]